# Kościół Świętych Apostołów Piotra i Pawła w Majdanie Starym
Kościół Świętych Apostołów Piotra i Pawła – parafialny kościół rzymskokatolicki w Starym Majdanie, wzniesiony jako cerkiew prawosławna w 1906, na miejscu starszej świątyni unickiej.

## Historia
Pierwsza wzmianka o istnieniu w Majdanie cerkwi unickiej pochodzi z 1714; opisana wówczas świątynia była filią cerkwi w Księżpolu. Wskutek likwidacji unickiej diecezji chełmskiej świątynię zamieniono na cerkiew prawosławną. W 1906 na miejscu starszej cerkwi wzniesiono nową w stylu bizantyjsko-rosyjskim. W 1919 budynek ten został zrewindykowany na rzecz Kościoła rzymskokatolickiego, wtedy też erygowano pierwszą w historii wsi parafię łacińską. Według innego źródła cerkiew unicka w Majdanie powstała dopiero ok. 1733, a budowa cerkwi prawosławnej trwała trzy lata, od 1903 do 1906. W 1974 przy kościele wzniesiono dzwonnicę, a w 1997 - ołtarz polowy.

Współcześnie kościół określany jest jako bezstylowy. Jest to budowla jednonawowa, z jedną wieżą nad nawą, drewniana, z trzema ołtarzami: Matki Bożej, św. Franciszka i św. Mikołaja. W okresie, gdy na miejscu dzisiejszego obiektu sakralnego znajdowała się unicka cerkiew, plac w jej sąsiedztwie był cmentarzem (nekropolię poza wsią założono w połowie XIX w.). Na początku lat 90. XX wieku znajdował się jeszcze na nim kamienny obelisk nagrobny Sokołowskiego (zm. 1834) z wierszowaną inskrypcją w j. polskim. Współcześnie napis ten nie istnieje.

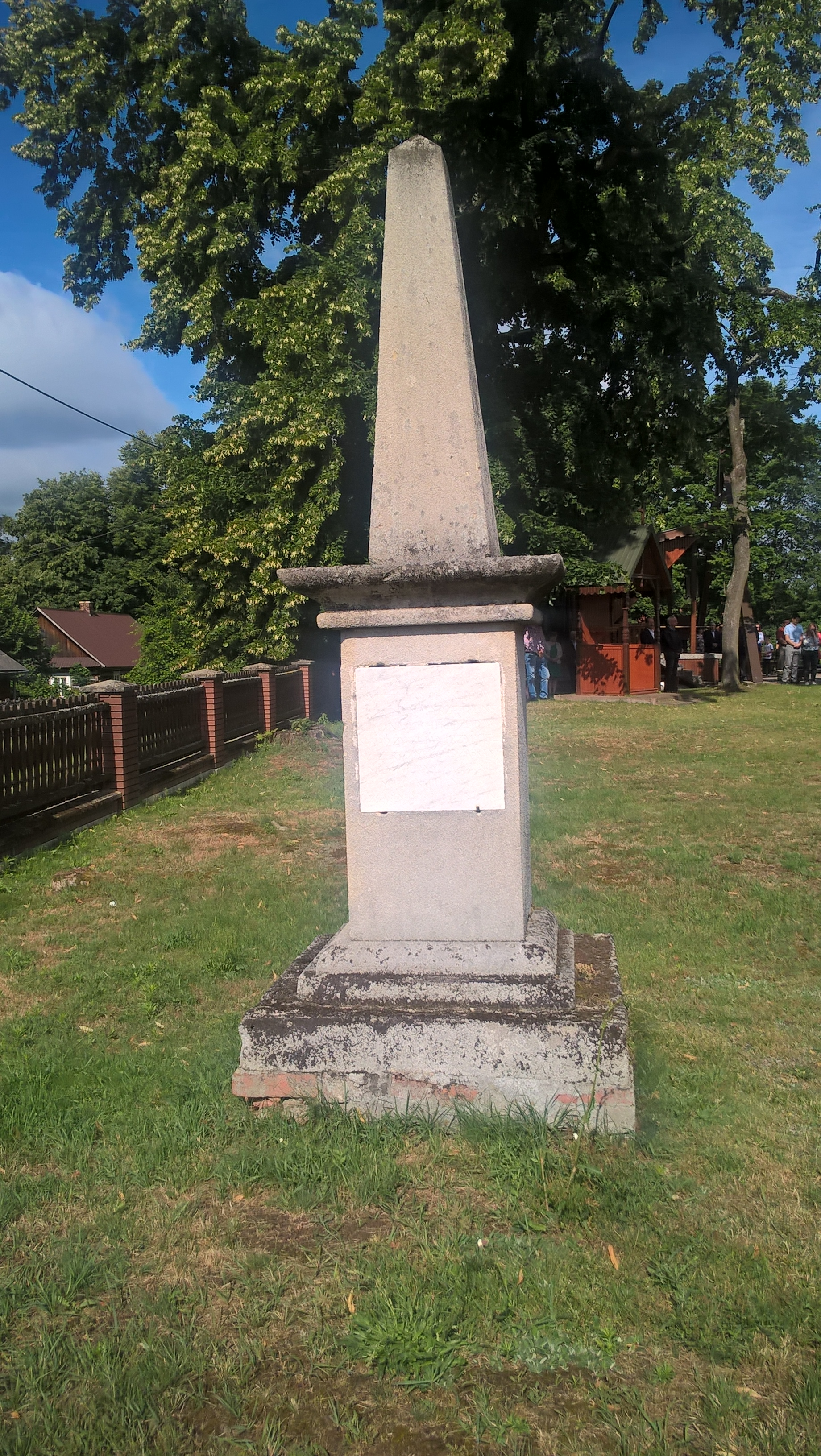
Obelisk z dawnego cmentarza przycerkiewnego
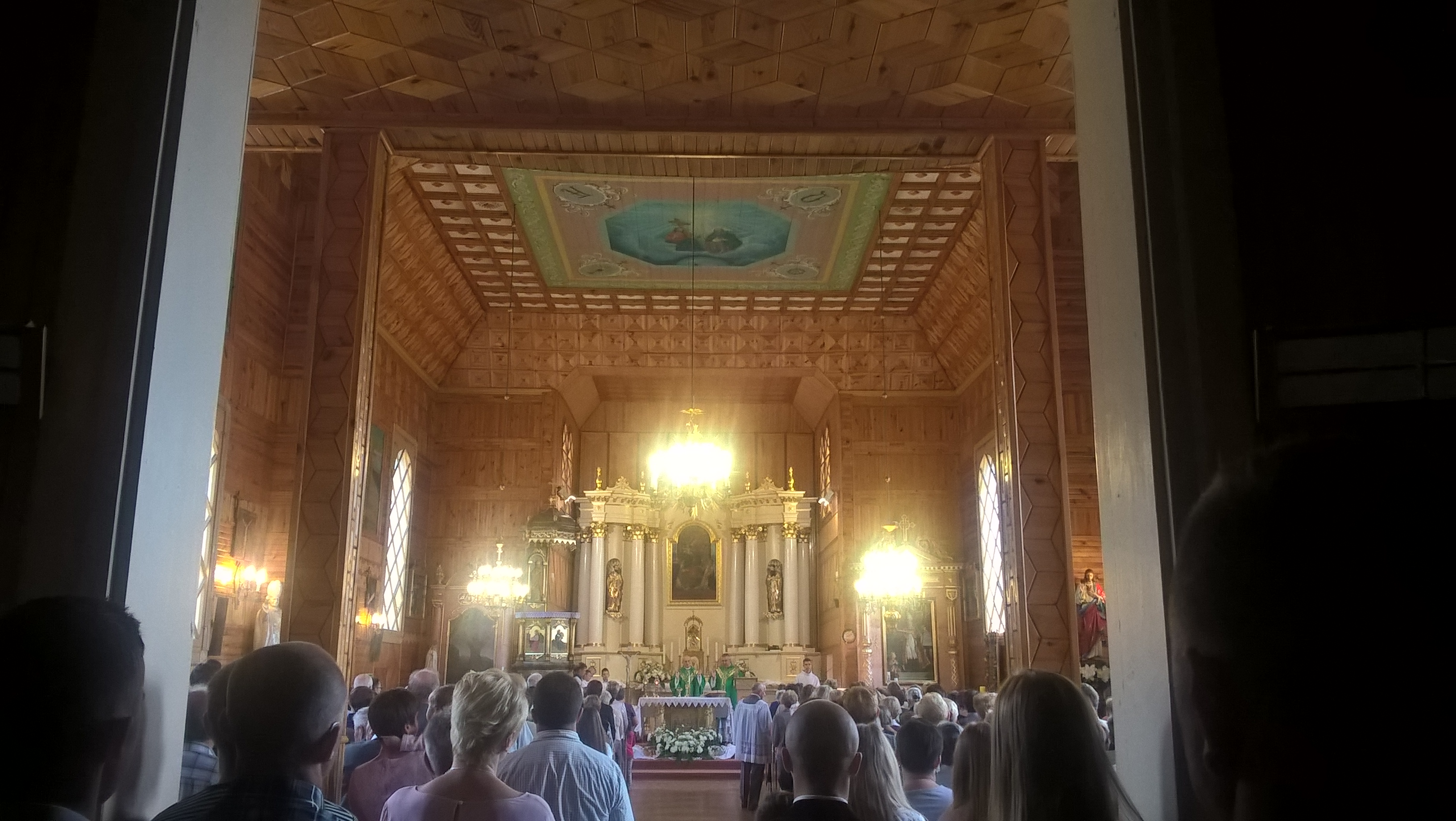
Wnętrze kościoła
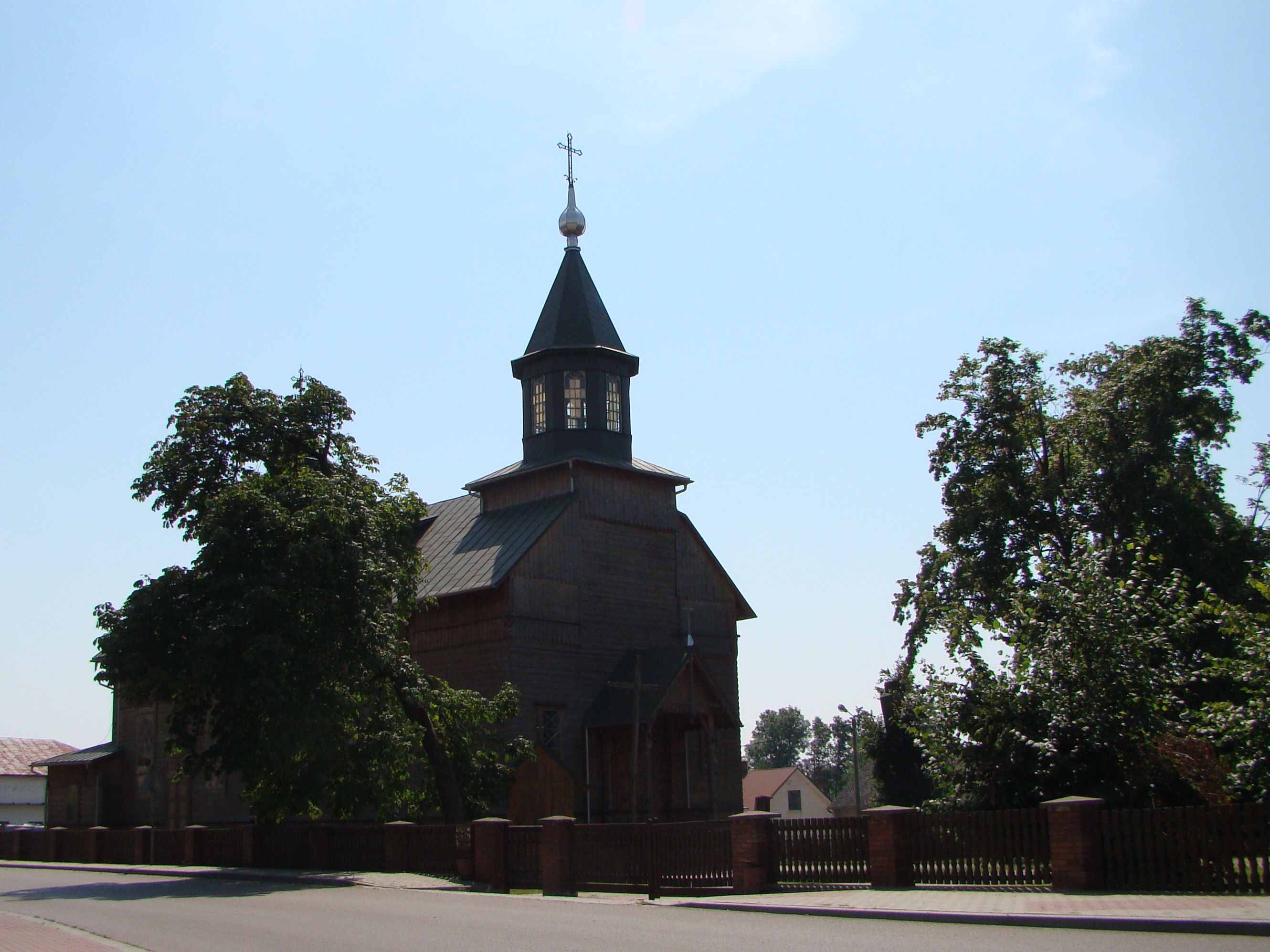
Elewacja frontowa, stan z 2014